# Lansing Lancers
Die Lansing Lancers waren ein US-amerikanisches Eishockeyfranchise der International Hockey League in Lansing, Michigan. Die Spielstätte der Lancers war die Metro Ice Arena. 

## Geschichte
Die Lansing Lancers wurden 1974 als Franchise der International Hockey League gegründet. Aufgrund des mäßigen sportlichen Erfolges hatten die Lancers früh mit einem geringen Zuschauerschnitt und den daraus resultierenden finanziellen Problemen zu kämpfen. Noch während ihrer ersten Spielzeit, in der Saison 1974/75, waren die Verantwortlichen dazu gezwungen die Mannschaft aus dem laufenden Spielbetrieb zurückzuziehen und das Franchise aufzulösen. Zum Zeitpunkt ihres letzten Spiels in der IHL – nach 41 von 70 Spieltagen – lag Lansing auf dem sechsten und somit letzten Platz der East Division, nachdem man zuvor 25 Punkte sammeln konnte. 

## Saisonstatistik
Abkürzungen: GP = Spiele, W = Siege, L = Niederlagen, T = Unentschieden, OTL = Niederlagen nach Overtime SOL = Niederlagen nach Shootout, Pts = Punkte, GF = Erzielte Tore, GA = Gegentore, PIM = Strafminuten
| Saison  | GP | W  | L  | T | OTL | SOL | Pts | GF  | GA  | Platz    | Playoffs           |
| 1974–75 | 41 | 12 | 28 | 1 | —   | —   | 25  | 145 | 216 | 6., East | nicht qualifiziert |

## Team-Rekorde

### Karriererekorde
Spiele: 41  Bill Ciraulo
Tore: 21  Dave Staffen
Assists: 37  Terry Ryan
Punkte: 56  Terry Ryan
Strafminuten: 71  Dave Staffen